# Bulbophyllum vaccinioides
Bulbophyllum vaccinioides là một loài phong lan thuộc chi Bulbophyllum.